# Phil Johnston
Pour les articles homonymes, voir Johnston.
Phil Johnston est un acteur, réalisateur, producteur et scénariste américain né le 26 octobre 1971 dans le comté d'Hennepin au Minnesota. Il est surtout connu pour avoir écrit le scénario des Mondes de Ralph (2012) et Zootopie (2016) des studios d'animation Walt Disney.

## Filmographie

### Acteur

#### Cinéma
- 2012 : Les Mondes de Ralph : Surge Protector (voix)
- 2016 : Zootopie : Gideon Grey (voix)

#### Courts-métrages
- 2005 : Rupture

### Réalisateur

#### Cinéma
- 2018 : Ralph 2.0

#### Courts-métrages
- 2004 : A Thousand Words
- 2005 : Flightless Birds

### Producteur

#### Cinéma
- 2016 : Grimsby : Agent trop spécial

#### Courts-métrages
- 2004 : A Thousand Words
- 2005 : Flightless Birds
- 2005 : Two Men
- 2007 : Bomb

#### Télévision

##### Téléfilms
- 2010 : Ghosts/Aliens

### Scénariste

#### Cinéma
- 2011 : Bienvenue à Cedar Rapids
- 2012 : Les Mondes de Ralph avec Jennifer Lee (scénario) et avec Rich Moore et Jim Reardon (histoire)
- 2016 : Grimsby : Agent trop spécial
- 2016 : Zootopie   avec Jared Bush (scénario) et avec Byron Howard, Rich Moore, Jennifer Lee et Jared Bush (récit)
- 2018 : Ralph 2.0 avec Pamela Ribon

#### Courts-métrages
- 2004 : A Thousand Words
- 2005 : Flightless Birds

#### Télévision

##### Téléfilms
- 2010 : Ghosts/Aliens